# 유성자이 아파트
유성자이 아파트(영어: Yuseong Xi Apartments)는 대한민국 대전광역시 유성구 봉명동에 위치한 초고층 아파트이다.

## 같이 보기
- 대전광역시의 마천루 목록

1. ↑  유성자아파트 지역 편의시설